# NBA All-Star Game 1981
Le NBA All-Star Game 1981 s’est déroulé le 1er février 1981 dans le Coliseum at Richfield de Cleveland.

## Effectif All-Star de l’Est
- Julius Erving (76ers de Philadelphie)
- Larry Bird (Celtics de Boston)
- Bobby Jones (76ers de Philadelphie)
- Eddie Johnson (Hawks d’Atlanta)
- Nate Archibald (Celtics de Boston)
- Marques Johnson (Bucks de Milwaukee)
- Dan Roundfield (Hawks d’Atlanta)
- Robert Parish (Celtics de Boston)
- Artis Gilmore (Bulls de Chicago)
- Micheal Ray Richardson (Knicks de New York)
- Reggie Theus (Bulls de Chicago)
- Mike Mitchell (Cavaliers de Cleveland)

## Effectif All-Star de l’Ouest
- Kareem Abdul-Jabbar (Lakers de Los Angeles)
- Moses Malone (Rockets de Houston)
- Dennis Johnson (Suns de Phoenix)
- Jamaal Wilkes (Lakers de Los Angeles)
- Adrian Dantley (Jazz de l'Utah)
- Walter Davis  (Suns de Phoenix)
- Paul Westphal (SuperSonics de Seattle)
- George Gervin (Spurs de San Antonio)
- Leonard Robinson (Suns de Phoenix)
- Otis Birdsong (Kansas City Kings)
- Jack Sikma (SuperSonics de Seattle)